# Llista de topònims de la Seu d'Urgell
Llista de topònims (noms propis de lloc) del municipi de la Seu d'Urgell, a l'Alt Urgell
Informació actualitzada per un bot. Els canvis manuals es perdran quan s'actualitzi!

## borda
| imatge | Nom                          | Ubicat a        | instància de | Detalls | coordenades                                                         | Protecció | Commons (més fotos) | Dades a WD                    |
| ------ | ---------------------------- | --------------- | ------------ | ------- | ------------------------------------------------------------------- | --------- | ------------------- | ----------------------------- |
|        | Borda Ametlla                | la Seu d'Urgell | borda        |         | 42° 20′ 36″ N, 1° 27′ 30″ E / 42.3433686911648°N,1.45841729977997°E |           |                     | Modifica les dades a Wikidata |
|        | Borda Andria                 | la Seu d'Urgell | borda        |         | 42° 20′ 50″ N, 1° 27′ 35″ E / 42.3470869749581°N,1.45967402963683°E |           |                     | Modifica les dades a Wikidata |
|        | Borda Arnau                  | la Seu d'Urgell | borda        |         | 42° 21′ 17″ N, 1° 28′ 25″ E / 42.3546758355081°N,1.4735855180597°E  |           |                     | Modifica les dades a Wikidata |
|        | Borda Avellanet              | la Seu d'Urgell | borda        |         | 42° 20′ 58″ N, 1° 28′ 09″ E / 42.3494211146445°N,1.4692083906148°E  |           |                     | Modifica les dades a Wikidata |
|        | Borda Baró                   | la Seu d'Urgell | borda        |         | 42° 20′ 50″ N, 1° 27′ 47″ E / 42.3471582928309°N,1.4629745112636°E  |           |                     | Modifica les dades a Wikidata |
|        | Borda Bentanacs              | la Seu d'Urgell | borda        |         | 42° 21′ 14″ N, 1° 28′ 20″ E / 42.3538735021499°N,1.47217220239786°E |           |                     | Modifica les dades a Wikidata |
|        | Borda Bescaran               | la Seu d'Urgell | borda        |         | 42° 21′ 39″ N, 1° 29′ 20″ E / 42.3607609229616°N,1.48900573538859°E |           |                     | Modifica les dades a Wikidata |
|        | Borda Bàrio                  | la Seu d'Urgell | borda        |         | 42° 21′ 09″ N, 1° 29′ 08″ E / 42.3525103689832°N,1.48550024010958°E |           |                     | Modifica les dades a Wikidata |
|        | Borda Cadena                 | la Seu d'Urgell | borda        |         | 42° 22′ 13″ N, 1° 26′ 46″ E / 42.3704100054826°N,1.44618188812692°E |           |                     | Modifica les dades a Wikidata |
|        | Borda Canut                  | la Seu d'Urgell | borda        |         | 42° 21′ 11″ N, 1° 27′ 00″ E / 42.3530788371095°N,1.44987507112347°E |           |                     | Modifica les dades a Wikidata |
|        | Borda Cargolet               | la Seu d'Urgell | borda        |         | 42° 21′ 05″ N, 1° 28′ 32″ E / 42.3514162600938°N,1.47565559022398°E |           |                     | Modifica les dades a Wikidata |
|        | Borda Cinca                  | la Seu d'Urgell | borda        |         | 42° 20′ 50″ N, 1° 28′ 03″ E / 42.3472560480167°N,1.46758553721871°E |           |                     | Modifica les dades a Wikidata |
|        | Borda Codina                 | la Seu d'Urgell | borda        |         | 42° 21′ 11″ N, 1° 27′ 09″ E / 42.3529258558678°N,1.45254999024936°E |           |                     | Modifica les dades a Wikidata |
|        | Borda Dalmau                 | la Seu d'Urgell | borda        |         | 42° 21′ 02″ N, 1° 26′ 59″ E / 42.3505017353564°N,1.44976843427976°E |           |                     | Modifica les dades a Wikidata |
|        | Borda Estevetó               | la Seu d'Urgell | borda        |         | 42° 21′ 15″ N, 1° 26′ 57″ E / 42.3540867964768°N,1.44915820975244°E |           |                     | Modifica les dades a Wikidata |
|        | Borda Feliuet                | la Seu d'Urgell | borda        |         | 42° 21′ 48″ N, 1° 26′ 40″ E / 42.3634613552795°N,1.44447089585323°E |           |                     | Modifica les dades a Wikidata |
|        | Borda Fideuaire              | la Seu d'Urgell | borda        |         | 42° 20′ 43″ N, 1° 27′ 11″ E / 42.3453962221382°N,1.45315961450801°E |           |                     | Modifica les dades a Wikidata |
|        | Borda Fiter                  | la Seu d'Urgell | borda        |         | 42° 21′ 02″ N, 1° 27′ 37″ E / 42.350507537061°N,1.46022183718066°E  |           |                     | Modifica les dades a Wikidata |
|        | Borda Garnavet               | la Seu d'Urgell | borda        |         | 42° 21′ 22″ N, 1° 28′ 56″ E / 42.3562238239587°N,1.48232691740567°E |           |                     | Modifica les dades a Wikidata |
|        | Borda Gelabert               | la Seu d'Urgell | borda        |         | 42° 20′ 47″ N, 1° 27′ 17″ E / 42.3462806276759°N,1.4546311912479°E  |           |                     | Modifica les dades a Wikidata |
|        | Borda Guillà                 | la Seu d'Urgell | borda        |         | 42° 21′ 04″ N, 1° 26′ 05″ E / 42.3510529537741°N,1.43466329215091°E |           |                     | Modifica les dades a Wikidata |
|        | Borda Guiu                   | la Seu d'Urgell | borda        |         | 42° 20′ 50″ N, 1° 28′ 00″ E / 42.3472875921668°N,1.46657710490445°E |           |                     | Modifica les dades a Wikidata |
|        | Borda Jeroni                 | la Seu d'Urgell | borda        |         | 42° 21′ 20″ N, 1° 29′ 18″ E / 42.3554386113505°N,1.48833188690291°E |           |                     | Modifica les dades a Wikidata |
|        | Borda Jover                  | la Seu d'Urgell | borda        |         | 42° 21′ 48″ N, 1° 27′ 40″ E / 42.363370902308°N,1.46112206500063°E  |           |                     | Modifica les dades a Wikidata |
|        | Borda Llangord               | la Seu d'Urgell | borda        |         | 42° 20′ 39″ N, 1° 27′ 59″ E / 42.3442485849408°N,1.4662746368523°E  |           |                     | Modifica les dades a Wikidata |
|        | Borda Lleó                   | la Seu d'Urgell | borda        |         | 42° 21′ 01″ N, 1° 27′ 50″ E / 42.350205601188°N,1.46389582456594°E  |           |                     | Modifica les dades a Wikidata |
|        | Borda Montserrat             | la Seu d'Urgell | borda        |         | 42° 20′ 49″ N, 1° 27′ 30″ E / 42.3469151641703°N,1.45828207004749°E |           |                     | Modifica les dades a Wikidata |
|        | Borda Nabiners               | la Seu d'Urgell | borda        |         | 42° 20′ 51″ N, 1° 27′ 17″ E / 42.3474968289825°N,1.45466209865258°E |           |                     | Modifica les dades a Wikidata |
|        | Borda Nanses                 | la Seu d'Urgell | borda        |         | 42° 20′ 47″ N, 1° 27′ 49″ E / 42.3465092175653°N,1.4635973468175°E  |           |                     | Modifica les dades a Wikidata |
|        | Borda Negui                  | la Seu d'Urgell | borda        |         | 42° 21′ 48″ N, 1° 27′ 19″ E / 42.3634021967163°N,1.45541378374586°E |           |                     | Modifica les dades a Wikidata |
|        | Borda Palanca                | la Seu d'Urgell | borda        |         | 42° 20′ 49″ N, 1° 28′ 05″ E / 42.3468734657355°N,1.46793476467161°E |           |                     | Modifica les dades a Wikidata |
|        | Borda Parra                  | la Seu d'Urgell | borda        |         | 42° 21′ 03″ N, 1° 27′ 53″ E / 42.3508290157916°N,1.46471838656178°E |           |                     | Modifica les dades a Wikidata |
|        | Borda Parrot                 | la Seu d'Urgell | borda        |         | 42° 21′ 38″ N, 1° 29′ 23″ E / 42.3605271215183°N,1.48971563918009°E |           |                     | Modifica les dades a Wikidata |
|        | Borda Pastoret               | la Seu d'Urgell | borda        |         | 42° 21′ 05″ N, 1° 28′ 40″ E / 42.3513825927437°N,1.47786612926231°E |           |                     | Modifica les dades a Wikidata |
|        | Borda Peret de la Masovera   | la Seu d'Urgell | borda        |         | 42° 21′ 11″ N, 1° 28′ 02″ E / 42.3529244597315°N,1.46719283749717°E |           |                     | Modifica les dades a Wikidata |
|        | Borda Pinell                 | la Seu d'Urgell | borda        |         | 42° 20′ 56″ N, 1° 27′ 34″ E / 42.3488487625799°N,1.45942461249585°E |           |                     | Modifica les dades a Wikidata |
|        | Borda Poblador               | la Seu d'Urgell | borda        |         | 42° 21′ 10″ N, 1° 29′ 16″ E / 42.3527192722043°N,1.48768071344349°E |           |                     | Modifica les dades a Wikidata |
|        | Borda Poloni                 | la Seu d'Urgell | borda        |         | 42° 21′ 18″ N, 1° 28′ 31″ E / 42.3549791554566°N,1.47539948219542°E |           |                     | Modifica les dades a Wikidata |
|        | Borda Pona                   | la Seu d'Urgell | borda        |         | 42° 21′ 00″ N, 1° 29′ 03″ E / 42.3499362030222°N,1.48425081550744°E |           |                     | Modifica les dades a Wikidata |
|        | Borda Pregada                | la Seu d'Urgell | borda        |         | 42° 20′ 59″ N, 1° 27′ 01″ E / 42.349753375859°N,1.45036959671193°E  |           |                     | Modifica les dades a Wikidata |
|        | Borda Pubill                 | la Seu d'Urgell | borda        |         | 42° 20′ 50″ N, 1° 27′ 11″ E / 42.3472666823669°N,1.45295592033161°E |           |                     | Modifica les dades a Wikidata |
|        | Borda Rebés                  | la Seu d'Urgell | borda        |         | 42° 21′ 26″ N, 1° 28′ 48″ E / 42.3573366387°N,1.47999305977412°E    |           |                     | Modifica les dades a Wikidata |
|        | Borda Rectora                | la Seu d'Urgell | borda        |         | 42° 21′ 42″ N, 1° 26′ 27″ E / 42.361557698514°N,1.4408619043794°E   |           |                     | Modifica les dades a Wikidata |
|        | Borda Ribó                   | la Seu d'Urgell | borda        |         | 42° 21′ 01″ N, 1° 27′ 41″ E / 42.3502278793327°N,1.46152776396226°E |           |                     | Modifica les dades a Wikidata |
|        | Borda Saire                  | la Seu d'Urgell | borda        |         | 42° 20′ 41″ N, 1° 27′ 43″ E / 42.344794055617°N,1.46195164964096°E  |           |                     | Modifica les dades a Wikidata |
|        | Borda Sant Esteve            | la Seu d'Urgell | borda        |         | 42° 22′ 06″ N, 1° 27′ 10″ E / 42.3683917078939°N,1.45276544341807°E |           |                     | Modifica les dades a Wikidata |
|        | Borda Segalers               | la Seu d'Urgell | borda        |         | 42° 20′ 40″ N, 1° 27′ 48″ E / 42.344576745257°N,1.46320737086004°E  |           |                     | Modifica les dades a Wikidata |
|        | Borda Sellarès               | la Seu d'Urgell | borda        |         | 42° 21′ 44″ N, 1° 27′ 02″ E / 42.3623196749515°N,1.45060721513245°E |           |                     | Modifica les dades a Wikidata |
|        | Borda Toni                   | la Seu d'Urgell | borda        |         | 42° 20′ 46″ N, 1° 27′ 55″ E / 42.3462064110673°N,1.46519510707602°E |           |                     | Modifica les dades a Wikidata |
|        | Borda Tonico                 | la Seu d'Urgell | borda        |         | 42° 21′ 09″ N, 1° 28′ 11″ E / 42.3526241107652°N,1.46965273698832°E |           |                     | Modifica les dades a Wikidata |
|        | Borda Torredà                | la Seu d'Urgell | borda        |         | 42° 20′ 54″ N, 1° 27′ 23″ E / 42.3484486487841°N,1.45645989552728°E |           |                     | Modifica les dades a Wikidata |
|        | Borda Torrefeta              | la Seu d'Urgell | borda        |         | 42° 21′ 14″ N, 1° 29′ 22″ E / 42.3537792590221°N,1.48952513460148°E |           |                     | Modifica les dades a Wikidata |
|        | Borda Troc                   | la Seu d'Urgell | borda        |         | 42° 21′ 40″ N, 1° 29′ 17″ E / 42.361017566037°N,1.48797955519616°E  |           |                     | Modifica les dades a Wikidata |
|        | Borda Truita                 | la Seu d'Urgell | borda        |         | 42° 21′ 10″ N, 1° 28′ 27″ E / 42.3527124393236°N,1.4742522606672°E  |           |                     | Modifica les dades a Wikidata |
|        | borda d'en Peret de Vilanova | la Seu d'Urgell | borda        |         | 42° 21′ 39″ N, 1° 28′ 53″ E / 42.3608223949259°N,1.48139049395546°E |           |                     | Modifica les dades a Wikidata |
|        | borda del Pal                | la Seu d'Urgell | borda        |         | 42° 20′ 58″ N, 1° 27′ 20″ E / 42.3495515960184°N,1.45543734389194°E |           |                     | Modifica les dades a Wikidata |

## carrer
| imatge | Nom                             | Ubicat a        | instància de | Detalls | coordenades                                                                                               | Protecció | Commons (més fotos)             | Dades a WD                    |
| ------ | ------------------------------- | --------------- | ------------ | ------- | --- | --------- | ------------------------------- | ----------------------------- |
|        | Carrer Capdevila                | la Seu d'Urgell | carrer       |         | 42° 21′ 30″ N, 1° 27′ 39″ E / 42.358275°N,1.46082222°E                                                    |           |                                 | Modifica les dades a Wikidata |
|        | Carrer Major de la Seu d'Urgell | la Seu d'Urgell | carrer       |         | 42° 21′ 26″ N, 1° 27′ 39″ E / 42.357236°N,1.460911°E                                                      |           | Carrer Major de la Seu d'Urgell | Modifica les dades a Wikidata |
|        | avinguda de Pau Claris          | la Seu d'Urgell | carrer       |         | 42° 21′ 36″ N, 1° 27′ 29″ E / 42.360102°N,1.457959°E 42° 21′ 29″ N, 1° 27′ 33″ E / 42.358125°N,1.459029°E |           |                                 | Modifica les dades a Wikidata |
|        | avinguda de les Valls d'Andorra | la Seu d'Urgell | carrer       |         | 42° 21′ 37″ N, 1° 27′ 29″ E / 42.360211°N,1.457942°E 42° 21′ 45″ N, 1° 27′ 22″ E / 42.362544°N,1.456125°E |           | Avinguda de les Valls d'Andorra | Modifica les dades a Wikidata |
|        | carrer de Sant Ermengol         | la Seu d'Urgell | carrer       |         | 42° 21′ 24″ N, 1° 27′ 20″ E / 42.356758°N,1.455683°E                                                      |           |                                 | Modifica les dades a Wikidata |
|        | carrer dels Canonges            | la Seu d'Urgell | carrer       |         | 42° 21′ 25″ N, 1° 27′ 41″ E / 42.35688611°N,1.46148333°E                                                  |           | Carrer dels Canonges            | Modifica les dades a Wikidata |
|        | carrer dels Jueus               | la Seu d'Urgell | carrer       |         | 42° 21′ 27″ N, 1° 27′ 37″ E / 42.35743056°N,1.460325°E                                                    |           |                                 | Modifica les dades a Wikidata |
|        | passeig de Joan Brudieu         | la Seu d'Urgell | carrer       |         | 42° 21′ 20″ N, 1° 27′ 37″ E / 42.35554722°N,1.46038889°E                                                  |           |                                 | Modifica les dades a Wikidata |
|        | passeig de Pasqual Ingla        | la Seu d'Urgell | carrer       |         | 42° 21′ 32″ N, 1° 27′ 18″ E / 42.358757°N,1.45512°E                                                       |           |                                 | Modifica les dades a Wikidata |
|        | passeig del Parc                | la Seu d'Urgell | carrer       |         | 42° 21′ 23″ N, 1° 27′ 17″ E / 42.356256°N,1.454672°E                                                      |           |                                 | Modifica les dades a Wikidata |

## casa
| imatge | Nom                | Ubicat a        | instància de | Detalls                                              | coordenades | Protecció                                  | Commons (més fotos)             | Dades a WD                    |
| ------ | ------------------ | --------------- | ------------ | ---------------------------------------------------- | --- | ------------------------------------------ | ------------------------------- | ----------------------------- |
|        | Ca Don Llorenç     | la Seu d'Urgell | casa         | Estil: arquitectura eclèctica                        | 42° 21′ 28″ N, 1° 27′ 38″ E / 42.357801°N,1.460601°E                                                                       | bé cultural d'interès local                |                                 | Modifica les dades a Wikidata |
|        | Ca l'Armenter      | la Seu d'Urgell | casa         | Estil: arquitectura gòtica                           | 42° 21′ 25″ N, 1° 27′ 41″ E / 42.356925°N,1.461478°E                                                                       | bé cultural d'interès local                | Ca l'Armenter (la Seu d'Urgell) | Modifica les dades a Wikidata |
|        | Cal Benet de Gósol | la Seu d'Urgell | casa         |                                                      | 42° 21′ 23″ N, 1° 27′ 43″ E / 42.356478°N,1.461869°E                                                                       | bé cultural d'interès local                |                                 | Modifica les dades a Wikidata |
|        | Cal Boets          | la Seu d'Urgell | casa         |                                                      | 42° 21′ 30″ N, 1° 27′ 38″ E / 42.358426°N,1.460552°E                                                                       | bé cultural d'interès local                |                                 | Modifica les dades a Wikidata |
|        | Cal Botxí          | la Seu d'Urgell | casa         | Estil: arquitectura popular                          | 42° 21′ 24″ N, 1° 27′ 41″ E / 42.35663°N,1.46143°E                                                                         | bé integrant del patrimoni cultural català |                                 | Modifica les dades a Wikidata |
|        | Cal Feliuet        | la Seu d'Urgell | casa         | Estil: arquitectura eclèctica                        | 42° 21′ 22″ N, 1° 26′ 39″ E / 42.356015°N,1.444137°E                                                                       | bé cultural d'interès local                |                                 | Modifica les dades a Wikidata |
|        | Cal Fornesa        | la Seu d'Urgell | casa         | Estil: arquitectura eclèctica                        | 42° 21′ 30″ N, 1° 27′ 45″ E / 42.358335°N,1.462521°E                                                                       | bé cultural d'interès local                |                                 | Modifica les dades a Wikidata |
|        | Cal Mallol         | la Seu d'Urgell | casa         |                                                      | 42° 21′ 26″ N, 1° 27′ 09″ E / 42.357162°N,1.452491°E                                                                       | bé cultural d'interès local                |                                 | Modifica les dades a Wikidata |
|        | Cal Mossèn Andreu  | la Seu d'Urgell | casa         | Estil: noucentisme arquitectura popular 19th century | 42° 21′ 27″ N, 1° 27′ 39″ E / 42.35744°N,1.46093°E ca:Pl. Patalín, 1                                                       | bé integrant del patrimoni cultural català | Cal Mossèn Andreu               | Modifica les dades a Wikidata |
|        | Cal Rogé           | la Seu d'Urgell | casa         | Estil: arquitectura gòtica                           | 42° 21′ 26″ N, 1° 27′ 41″ E / 42.357133°N,1.461445°E                                                                       | bé cultural d'interès local                | Cal Rogé                        | Modifica les dades a Wikidata |
|        | Cal Serrano        | la Seu d'Urgell | casa         | Estil: arquitectura gòtica                           | 42° 21′ 28″ N, 1° 27′ 39″ E / 42.357669°N,1.460797°E                                                                       | bé cultural d'interès local                | Cal Serrano (la Seu d'Urgell)   | Modifica les dades a Wikidata |
|        | Cal Silvestre      | la Seu d'Urgell | casa         | Estil: arquitectura popular                          | | bé integrant del patrimoni cultural català |                                 | Modifica les dades a Wikidata |
|        | Cal Tarragona      | la Seu d'Urgell | casa         | 19th century                                         | 42° 21′ 29″ N, 1° 27′ 38″ E / 42.357922°N,1.460598°E ca:C. Major, 24 693 msnm                                              | bé cultural d'interès local                | Cal Tarragona (la Seu d'Urgell) | Modifica les dades a Wikidata |
|        | Cal Tonipal        | la Seu d'Urgell | casa         |                                                      | 42° 21′ 35″ N, 1° 27′ 08″ E / 42.359849°N,1.452172°E                                                                       | bé cultural d'interès local                |                                 | Modifica les dades a Wikidata |
|        | Can Molines        | la Seu d'Urgell | casa         | Estil: arquitectura eclèctica                        | 42° 21′ 29″ N, 1° 27′ 32″ E / 42.357943°N,1.45875°E                                                                        | bé cultural d'interès local                |                                 | Modifica les dades a Wikidata |
|        | Can Moncasi        | la Seu d'Urgell | casa         |                                                      | 42° 21′ 33″ N, 1° 27′ 35″ E / 42.359163°N,1.459778°E                                                                       | bé cultural d'interès local                |                                 | Modifica les dades a Wikidata |
|        | Casa Cusí          | la Seu d'Urgell | casa         | Estil: racionalisme arquitectònic                    | 42° 21′ 24″ N, 1° 27′ 12″ E / 42.35678°N,1.45322°E                                                                         | bé integrant del patrimoni cultural català |                                 | Modifica les dades a Wikidata |
|        | Casa Galindo       | la Seu d'Urgell | casa         |                                                      | 42° 21′ 25″ N, 1° 27′ 07″ E / 42.35701°N,1.45188°E                                                                         | bé cultural d'interès local                |                                 | Modifica les dades a Wikidata |
|        | cal Llangot        | la Seu d'Urgell | casa         | Estil: arquitectura eclèctica 20th century           | 42° 21′ 20″ N, 1° 27′ 36″ E / 42.355518°N,1.459961°E ca:Pg. Joan Brudieu, 7 - c. de l'Orri - c. del Bisbe Guitart 688 msnm | bé cultural d'interès local                | Cal Llangot (la Seu d'Urgell)   | Modifica les dades a Wikidata |
|        | cal Nequi          | la Seu d'Urgell | casa         | 20th century                                         | 42° 21′ 19″ N, 1° 27′ 36″ E / 42.355214°N,1.46009°E ca:Pg. Joan Brudieu, 5 688 msnm                                        | bé cultural d'interès local                | Cal Nesquí (la Seu d'Urgell)    | Modifica les dades a Wikidata |
|        | cal Patalín        | la Seu d'Urgell | casa         | 19th century                                         | 42° 21′ 27″ N, 1° 27′ 40″ E / 42.357412°N,1.461042°E ca:Plaça Patalín, 2 690 msnm                                          | bé cultural d'interès local                | Cal Patalín                     | Modifica les dades a Wikidata |
|        | can Fiter          | la Seu d'Urgell | casa         | Estil: arquitectura eclèctica 19th century           | 42° 21′ 29″ N, 1° 27′ 42″ E / 42.358172°N,1.4616°E ca:C. Major, 6 - c. Sant Nicolau 690 msnm                               | bé cultural d'interès local                | Can Fiter (la Seu d'Urgell)     | Modifica les dades a Wikidata |

## casa consistorial
| imatge | Nom                                      | Ubicat a        | instància de      | Detalls                          | coordenades | Protecció                   | Commons (més fotos)          | Dades a WD                    |
| ------ | ---------------------------------------- | --------------- | ----------------- | -------------------------------- | --- | --------------------------- | ---------------------------- | ----------------------------- |
|        | Casa de la Ciutat                        | la Seu d'Urgell | casa consistorial | Estil: arquitectura popular 1473 | 42° 21′ 29″ N, 1° 27′ 45″ E / 42.358°N,1.46244°E                                                                           | bé cultural d'interès local | Town hall of la Seu d'Urgell | Modifica les dades a Wikidata |
|        | casa consistorial de les Valls de Valira | la Seu d'Urgell | casa consistorial |                                  | 42° 21′ 29″ N, 1° 27′ 41″ E / 42.357957269703526°N,1.461265461407888°E ca:Av.Joan Garriga i Massó, 28, bx. La Seu d'Urgell |                             |                              | Modifica les dades a Wikidata |

## edifici
| imatge | Nom                                       | Ubicat a        | instància de                             | Detalls                                           | coordenades | Protecció                                            | Commons (més fotos)                       | Dades a WD                    |
| ------ | ----------------------------------------- | --------------- | ---------------------------------------- | ------------------------------------------------- | --- | ---------------------------------------------------- | ----------------------------------------- | ----------------------------- |
|        | Antics Jutjats                            | la Seu d'Urgell | edifici                                  | Estil: arquitectura neoclàssica                   | 42° 21′ 23″ N, 1° 27′ 44″ E / 42.356373°N,1.462172°E                                                               | bé cultural d'interès local                          | Antics Jutjats (la Seu d'Urgell)          | Modifica les dades a Wikidata |
|        | Bigues de Cal Pinellet                    | la Seu d'Urgell | edifici                                  | Estil: arquitectura barroca                       | 42° 21′ 24″ N, 1° 27′ 40″ E / 42.356643°N,1.461078°E                                                               | bé cultural d'interès local                          |                                           | Modifica les dades a Wikidata |
|        | Centre cultural Les Monges                | la Seu d'Urgell | edifici organització sense ànim de lucre |                                                   | 42° 21′ 30″ N, 1° 27′ 35″ E / 42.358369°N,1.459669°E                                                               |                                                      |                                           | Modifica les dades a Wikidata |
|        | Consell Comarcal de l'Alt Urgell          | la Seu d'Urgell | edifici                                  |                                                   | 42° 21′ 21″ N, 1° 27′ 35″ E / 42.3557517970447°N,1.45976595278321°E                                                |                                                      |                                           | Modifica les dades a Wikidata |
|        | Deganat de la Seu d'Urgell                | la Seu d'Urgell | edifici                                  | Estil: arquitectura romànica                      | 42° 21′ 26″ N, 1° 27′ 43″ E / 42.357264°N,1.462019°E                                                               | bé integrant del patrimoni cultural català           | Deganat de la Seu d'Urgell                | Modifica les dades a Wikidata |
|        | Edifici Caixa de Pensions                 | la Seu d'Urgell | edifici                                  | Estil: arquitectura popular                       | 42° 21′ 23″ N, 1° 27′ 30″ E / 42.35626°N,1.4584°E                                                                  | bé integrant del patrimoni cultural català           |                                           | Modifica les dades a Wikidata |
|        | Escorxador                                | la Seu d'Urgell | edifici                                  | Estil: arquitectura modernista                    | 42° 21′ 09″ N, 1° 27′ 22″ E / 42.352491°N,1.456179°E ca:Camí de la Planca, 29                                      | bé cultural d'interès local                          |                                           | Modifica les dades a Wikidata |
|        | Espai Ermengol                            | la Seu d'Urgell | edifici                                  | Estil: noucentisme 2011-03-11                     | 42° 21′ 29″ N, 1° 27′ 40″ E / 42.358124°N,1.461217°E                                                               | bé cultural d'interès local                          | Can Mossèn Poldo (la Seu d'Urgell)        | Modifica les dades a Wikidata |
|        | Fàbrica de Llana                          | la Seu d'Urgell | edifici                                  |                                                   | 42° 21′ 23″ N, 1° 26′ 55″ E / 42.356447°N,1.448692°E                                                               | bé cultural d'interès local                          |                                           | Modifica les dades a Wikidata |
|        | Hotel Andria                              | la Seu d'Urgell | edifici                                  | Estil: arquitectura eclèctica 19th century        | 42° 21′ 23″ N, 1° 27′ 37″ E / 42.356384°N,1.460224°E ca:Pg. Joan Brudieu, 24 - c. Fra Andreu Capellà, 1-3 690 msnm | bé cultural d'interès local                          | Hotel Andria                              | Modifica les dades a Wikidata |
|        | Parador Nacional de la Seu d'Urgell       | la Seu d'Urgell | edifici Ús: Parador de Turisme           |                                                   | 42° 21′ 32″ N, 1° 27′ 43″ E / 42.358793°N,1.462079°E                                                               | bé integrant del patrimoni cultural català           | Parador de la Seu d'Urgell                | Modifica les dades a Wikidata |
|        | Seminari Conciliar de la Seu d'Urgell     | la Seu d'Urgell | edifici Ús: seminari catòlic             | Estil: historicisme arquitectònic                 | 42° 21′ 36″ N, 1° 27′ 43″ E / 42.3599°N,1.46202°E                                                                  | bé cultural d'interès local                          | Seminari Conciliar de la Seu d'Urgell     | Modifica les dades a Wikidata |
|        | Taula de vendre carn                      | la Seu d'Urgell | edifici                                  | Estil: arquitectura popular                       | 42° 21′ 27″ N, 1° 27′ 39″ E / 42.357534°N,1.460701°E                                                               | bé cultural d'interès local                          |                                           | Modifica les dades a Wikidata |
|        | Torre Alsina                              | la Seu d'Urgell | edifici                                  | Estil: arquitectura eclèctica                     | 42° 21′ 21″ N, 1° 27′ 35″ E / 42.355845°N,1.459698°E                                                               | bé cultural d'interès local                          | Torre Alsina                              | Modifica les dades a Wikidata |
|        | la Ciutadella                             | la Seu d'Urgell | edifici                                  | Estil: arquitectura romànica arquitectura barroca | 42° 21′ 06″ N, 1° 26′ 28″ E / 42.3517°N,1.44102°E Castellciutat 772 msnm                                           | bé d'interès cultural bé cultural d'interès nacional | Ciutadella de Castellciutat               | Modifica les dades a Wikidata |
|        | mesures de la bladeria de la Seu d'Urgell | la Seu d'Urgell | edifici                                  | Estil: arquitectura gòtica                        | 42° 21′ 29″ N, 1° 27′ 40″ E / 42.3581°N,1.46098°E                                                                  | bé cultural d'interès local                          | Mesures de la bladeria de la Seu d'Urgell | Modifica les dades a Wikidata |

## entitat singular de població
| imatge | Nom                  | Ubicat a        | instància de                                   | Detalls   | coordenades                                                       | Protecció | Commons (més fotos)               | Dades a WD                    |
| ------ | -------------------- | --------------- | ---------------------------------------------- | --------- | ----------------------------------------------------------------- | --------- | --------------------------------- | ----------------------------- |
|        | Castellciutat        | la Seu d'Urgell | entitat singular de població                   | 423 hab   | 42° 21′ 21″ N, 1° 26′ 38″ E / 42.35595278°N,1.443875°E 713 msnm   |           | Castellciutat                     | Modifica les dades a Wikidata |
|        | Sant Antoni          | la Seu d'Urgell | entitat singular de població barri             | 136 hab   | 42° 21′ 41″ N, 1° 28′ 28″ E / 42.36145°N,1.47431389°E 692 msnm    |           |                                   | Modifica les dades a Wikidata |
|        | Sant Pere            | la Seu d'Urgell | entitat singular de població barri             | 77 hab    | 42° 21′ 41″ N, 1° 28′ 55″ E / 42.361417°N,1.482056°E 694 msnm     |           | Sant Pere (la Seu d'Urgell)       | Modifica les dades a Wikidata |
|        | Santa Magdalena      | la Seu d'Urgell | entitat singular de població barri             | 246 hab   | 42° 21′ 09″ N, 1° 27′ 14″ E / 42.35248056°N,1.454025°E 684 msnm   |           | Santa Magdalena (la Seu d'Urgell) | Modifica les dades a Wikidata |
|        | Serrat de la Capella | la Seu d'Urgell | entitat singular de població barri             | 94 hab    | 42° 21′ 50″ N, 1° 27′ 21″ E / 42.36375556°N,1.45586389°E 864 msnm |           |                                   | Modifica les dades a Wikidata |
|        | el Poble-sec         | la Seu d'Urgell | entitat singular de població barri             | 91 hab    | 42° 21′ 45″ N, 1° 28′ 12″ E / 42.3626°N,1.47008°E 703 msnm        |           | El Poble-sec (la Seu d'Urgell)    | Modifica les dades a Wikidata |
|        | la Seu d'Urgell      | la Seu d'Urgell | entitat singular de població capital municipal | 11692 hab | 42° 21′ 32″ N, 1° 27′ 41″ E / 42.35877°N,1.46144°E 692 msnm       |           |                                   | Modifica les dades a Wikidata |

## església
| imatge | Nom                                                 | Ubicat a        | instància de                  | Detalls                                  | coordenades                                                                                                | Protecció                                  | Commons (més fotos)                         | Dades a WD                    |
| ------ | --------------------------------------------------- | --------------- | ----------------------------- | ---------------------------------------- | --- | ------------------------------------------ | ------------------------------------------- | ----------------------------- |
|        | Biblioteca Sant Agustí                              | la Seu d'Urgell | església                      | Estil: arquitectura gòtica               | 42° 21′ 19″ N, 1° 27′ 41″ E / 42.3553°N,1.46147°E                                                          | bé cultural d'interès local                | Convent de Sant Agustí (la Seu d'Urgell)    | Modifica les dades a Wikidata |
|        | Sagrada Família d'Urgell                            | la Seu d'Urgell | església                      | Estil: arquitectura eclèctica            | 42° 21′ 17″ N, 1° 27′ 38″ E / 42.354595°N,1.460621°E                                                       | bé cultural d'interès local                | Sagrada Família d'Urgell                    | Modifica les dades a Wikidata |
|        | Sant Domènec de la Seu d'Urgell                     | la Seu d'Urgell | església                      | Estil: arquitectura gòtica               | 42° 21′ 30″ N, 1° 27′ 45″ E / 42.358419°N,1.46238°E                                                        | bé cultural d'interès local                | Sant Domènec de la Seu d'Urgell             | Modifica les dades a Wikidata |
|        | Sant Esteve del Pont                                | la Seu d'Urgell | església                      | Estil: arquitectura romànica             | 42° 22′ 07″ N, 1° 27′ 10″ E / 42.368474°N,1.452662°E                                                       | bé cultural d'interès local                | Sant Esteve del Pont                        | Modifica les dades a Wikidata |
|        | Sant Miquel de la Seu d'Urgell                      | la Seu d'Urgell | església                      |                                          | 42° 21′ 26″ N, 1° 27′ 44″ E / 42.35736°N,1.462262°E                                                        | bé cultural d'interès local                | Sant Miquel de la Seu d'Urgell              | Modifica les dades a Wikidata |
|        | capella de Sant Esteve                              | la Seu d'Urgell | església capella              | Estil: arquitectura popular 19th century | 42° 21′ 46″ N, 1° 27′ 06″ E / 42.362845°N,1.451586°E ca:Les Cases Roges 712 msnm                           | bé integrant del patrimoni cultural català |                                             | Modifica les dades a Wikidata |
|        | capella de la Mare de Déu dels Dolors               | la Seu d'Urgell | església capella              | Estil: gòtic flamíger                    | 42° 21′ 26″ N, 1° 27′ 45″ E / 42.357347°N,1.462483°E ca:Palau Episcopal                                    | bé cultural d'interès local                |                                             | Modifica les dades a Wikidata |
|        | església de Sant Feliu de la Seu d'Urgell           | la Seu d'Urgell | església                      | Estil: arquitectura popular              | 42° 21′ 18″ N, 1° 26′ 36″ E / 42.355121°N,1.443418°E                                                       | bé cultural d'interès local                | Sant Feliu de Castellciutat                 | Modifica les dades a Wikidata |
|        | església de Santa Magdalena                         | la Seu d'Urgell | església                      |                                          | 42° 21′ 13″ N, 1° 27′ 20″ E / 42.353711°N,1.455522°E                                                       | bé integrant del patrimoni cultural català | Santa Magdalena de la Seu d'Urgell          | Modifica les dades a Wikidata |
|        | església de la Immaculada                           | la Seu d'Urgell | església Ús: sala d'exposició | Estil: arquitectura barroca 18th century | 42° 21′ 29″ N, 1° 27′ 36″ E / 42.358152°N,1.459967°E ca:Placeta de les Monges, 13                          | bé cultural d'interès local                | Església de la Immaculada (la Seu d'Urgell) | Modifica les dades a Wikidata |
|        | església de la Missió                               | la Seu d'Urgell | església                      | Estil: arquitectura eclèctica 1592       | 42° 21′ 25″ N, 1° 27′ 36″ E / 42.357033°N,1.460127°E ca:C. Sant Josep de Calassanç, 4 - ptge. de la Missió | bé cultural d'interès local                | Església de la Missió (la Seu d'Urgell)     | Modifica les dades a Wikidata |
|        | església del Convent de la Sagrada Família d'Urgell | la Seu d'Urgell | església                      | Estil: racionalisme arquitectònic        | 42° 21′ 17″ N, 1° 27′ 37″ E / 42.35472°N,1.46027°E                                                         | bé integrant del patrimoni cultural català |                                             | Modifica les dades a Wikidata |

## indret
| imatge | Nom                                  | Ubicat a        | instància de        | Detalls | coordenades                                                        | Protecció | Commons (més fotos)   | Dades a WD                    |
| ------ | ------------------------------------ | --------------- | ------------------- | ------- | ------------------------------------------------------------------ | --------- | --------------------- | ----------------------------- |
|        | Parc de la Valira                    | la Seu d'Urgell | indret jardí públic |         | 42° 21′ 30″ N, 1° 27′ 07″ E / 42.35840278°N,1.45180556°E           |           | Claustre de Racionero | Modifica les dades a Wikidata |
|        | Parc del Cadí                        | la Seu d'Urgell | indret jardí públic |         | 42° 21′ 28″ N, 1° 27′ 45″ E / 42.357648°N,1.462553°E               |           |                       | Modifica les dades a Wikidata |
|        | Pla de les Forques (la Seu d'Urgell) | la Seu d'Urgell | indret              |         | 42° 21′ 58″ N, 1° 27′ 38″ E / 42.36611111°N,1.46063333°E           |           |                       | Modifica les dades a Wikidata |
|        | Sant Pere                            | la Seu d'Urgell | indret              |         | 42° 21′ 27″ N, 1° 29′ 56″ E / 42.3574972508998°N,1.4990165367554°E |           |                       | Modifica les dades a Wikidata |
|        | plana de la Seu                      | la Seu d'Urgell | indret              |         | 42° 20′ 44″ N, 1° 27′ 28″ E / 42.34543056°N,1.45780833°E           |           |                       | Modifica les dades a Wikidata |

## masia
| imatge | Nom                  | Ubicat a        | instància de | Detalls | coordenades                                                         | Protecció | Commons (més fotos) | Dades a WD                    |
| ------ | -------------------- | --------------- | ------------ | ------- | ------------------------------------------------------------------- | --------- | ------------------- | ----------------------------- |
|        | Bell-lloc            | la Seu d'Urgell | masia        |         | 42° 20′ 40″ N, 1° 29′ 54″ E / 42.3445573147171°N,1.49843822790467°E |           |                     | Modifica les dades a Wikidata |
|        | Borda del Carnicer   | la Seu d'Urgell | masia        |         | 42° 21′ 37″ N, 1° 26′ 06″ E / 42.3601608565783°N,1.43488648257436°E |           |                     | Modifica les dades a Wikidata |
|        | Cal Cansalader       | la Seu d'Urgell | masia        |         | 42° 21′ 27″ N, 1° 27′ 52″ E / 42.3575242240851°N,1.46433681851811°E |           |                     | Modifica les dades a Wikidata |
|        | Cal Pantebre         | la Seu d'Urgell | masia        |         | 42° 21′ 30″ N, 1° 27′ 52″ E / 42.3582829036924°N,1.46450048150039°E |           |                     | Modifica les dades a Wikidata |
|        | Cal Pau de l'Hortolà | la Seu d'Urgell | masia        |         | 42° 21′ 42″ N, 1° 28′ 36″ E / 42.3618048829766°N,1.47670378001183°E |           |                     | Modifica les dades a Wikidata |
|        | Cal Peralegre        | la Seu d'Urgell | masia        |         | 42° 21′ 37″ N, 1° 28′ 14″ E / 42.3603559484665°N,1.47069153531285°E |           |                     | Modifica les dades a Wikidata |
|        | Cal Quico            | la Seu d'Urgell | masia        |         | 42° 21′ 28″ N, 1° 27′ 47″ E / 42.3576529783383°N,1.46319228324726°E |           |                     | Modifica les dades a Wikidata |
|        | Cal Xató             | la Seu d'Urgell | masia        |         | 42° 21′ 24″ N, 1° 27′ 49″ E / 42.356533641074°N,1.46366882934641°E  |           |                     | Modifica les dades a Wikidata |
|        | Cal Xeco             | la Seu d'Urgell | masia        |         | 42° 21′ 09″ N, 1° 27′ 52″ E / 42.3526343663501°N,1.46435875754838°E |           |                     | Modifica les dades a Wikidata |
|        | Cases Roges          | la Seu d'Urgell | masia        |         | 42° 21′ 47″ N, 1° 27′ 04″ E / 42.362948250556°N,1.45113822746695°E  |           |                     | Modifica les dades a Wikidata |
|        | Mas d'Iscle          | la Seu d'Urgell | masia        |         | 42° 20′ 57″ N, 1° 28′ 22″ E / 42.3490639013396°N,1.47281076586356°E |           |                     | Modifica les dades a Wikidata |
|        | Torre del Manresà    | la Seu d'Urgell | masia        |         | 42° 21′ 33″ N, 1° 29′ 42″ E / 42.3592199123892°N,1.49508981162505°E |           |                     | Modifica les dades a Wikidata |
|        | Torre del Mig        | la Seu d'Urgell | masia        |         | 42° 21′ 05″ N, 1° 28′ 57″ E / 42.351308236528°N,1.4823954295009°E   |           |                     | Modifica les dades a Wikidata |
|        | Torre del Peu        | la Seu d'Urgell | masia        |         | 42° 21′ 16″ N, 1° 29′ 00″ E / 42.3543901087651°N,1.48326955067716°E |           |                     | Modifica les dades a Wikidata |
|        | Xalet Framis         | la Seu d'Urgell | masia        |         | 42° 21′ 28″ N, 1° 30′ 21″ E / 42.3578665758558°N,1.505916890825°E   |           |                     | Modifica les dades a Wikidata |
|        | Xalet Guitard        | la Seu d'Urgell | masia        |         | 42° 21′ 33″ N, 1° 29′ 50″ E / 42.35929311474°N,1.49723735461415°E   |           |                     | Modifica les dades a Wikidata |
|        | Xalet Melcior        | la Seu d'Urgell | masia        |         | 42° 21′ 35″ N, 1° 29′ 47″ E / 42.3596620083991°N,1.49652427128562°E |           |                     | Modifica les dades a Wikidata |
|        | Xalet Rebés          | la Seu d'Urgell | masia        |         | 42° 21′ 06″ N, 1° 27′ 45″ E / 42.3517008357689°N,1.46257241884637°E |           |                     | Modifica les dades a Wikidata |
|        | Xalet de l'Estalvia  | la Seu d'Urgell | masia        |         | 42° 21′ 03″ N, 1° 28′ 04″ E / 42.3507430869976°N,1.46771935937977°E |           |                     | Modifica les dades a Wikidata |
|        | la Vall del Cadí     | la Seu d'Urgell | masia        |         | 42° 21′ 07″ N, 1° 28′ 03″ E / 42.3520449359687°N,1.46742061843609°E |           |                     | Modifica les dades a Wikidata |

## partida rural
| imatge | Nom           | Ubicat a        | instància de              | Detalls | coordenades                                          | Protecció | Commons (més fotos) | Dades a WD                    |
| ------ | ------------- | --------------- | ------------------------- | ------- | ---------------------------------------------------- | --------- | ------------------- | ----------------------------- |
|        | Bell-lloc     | la Seu d'Urgell | partida rural enclavament |         | 42° 20′ 40″ N, 1° 29′ 53″ E / 42.344475°N,1.498159°E |           |                     | Modifica les dades a Wikidata |
|        | Estaó         | la Seu d'Urgell | partida rural             |         | 42° 20′ 43″ N, 1° 27′ 10″ E / 42.345404°N,1.452706°E |           |                     | Modifica les dades a Wikidata |
|        | La Gallinaire | la Seu d'Urgell | partida rural             |         | 42° 21′ 36″ N, 1° 27′ 51″ E / 42.35987°N,1.464052°E  |           |                     | Modifica les dades a Wikidata |
|        | La Sardina    | la Seu d'Urgell | partida rural             |         | 42° 20′ 50″ N, 1° 28′ 02″ E / 42.347209°N,1.467155°E |           | La Sardina          | Modifica les dades a Wikidata |
|        | Sant Esteve   | la Seu d'Urgell | partida rural             |         | 42° 21′ 47″ N, 1° 27′ 07″ E / 42.362921°N,1.451875°E |           |                     | Modifica les dades a Wikidata |
|        | Segalers      | la Seu d'Urgell | partida rural             |         | 42° 20′ 50″ N, 1° 27′ 30″ E / 42.347137°N,1.458207°E |           | Segalers            | Modifica les dades a Wikidata |

## plaça
| imatge | Nom                 | Ubicat a        | instància de | Detalls | coordenades                                           | Protecció | Commons (més fotos) | Dades a WD                    |
| ------ | ------------------- | --------------- | ------------ | ------- | ----------------------------------------------------- | --------- | ------------------- | ----------------------------- |
|        | Plaça Europa        | la Seu d'Urgell | plaça        |         | 42° 21′ 36″ N, 1° 27′ 31″ E / 42.359943°N,1.458645°E  |           |                     | Modifica les dades a Wikidata |
|        | plaça Patalín       | la Seu d'Urgell | plaça        |         | 42° 21′ 27″ N, 1° 27′ 39″ E / 42.357362°N,1.460928°E  |           | Plaça Patalín       | Modifica les dades a Wikidata |
|        | plaça de Catalunya  | la Seu d'Urgell | plaça        |         | 42° 21′ 24″ N, 1° 27′ 35″ E / 42.356591°N,1.459726°E  |           |                     | Modifica les dades a Wikidata |
|        | plaça de les Monges | la Seu d'Urgell | plaça        |         | 42° 21′ 29″ N, 1° 27′ 34″ E / 42.358057°N,1.459505°E  |           |                     | Modifica les dades a Wikidata |
|        | plaça del Deganat   | la Seu d'Urgell | plaça        |         | 42° 21′ 26″ N, 1° 27′ 44″ E / 42.357207°N,1.462085°E  |           |                     | Modifica les dades a Wikidata |
|        | plaça dels Oms      | la Seu d'Urgell | plaça        |         | 42° 21′ 29″ N, 1° 27′ 43″ E / 42.35815°N,1.46194444°E |           |                     | Modifica les dades a Wikidata |

## polígon industrial
| imatge | Nom                                 | Ubicat a        | instància de       | Detalls | coordenades                                                         | Protecció | Commons (més fotos) | Dades a WD                    |
| ------ | ----------------------------------- | --------------- | ------------------ | ------- | ------------------------------------------------------------------- | --------- | ------------------- | ----------------------------- |
|        | Polígon industrial La Seu           | la Seu d'Urgell | polígon industrial |         | 42° 21′ 01″ N, 1° 26′ 12″ E / 42.3502056899319°N,1.43659047243066°E |           |                     | Modifica les dades a Wikidata |
|        | Polígon industrial de Castellciutat | la Seu d'Urgell | polígon industrial |         | 42° 21′ 20″ N, 1° 26′ 29″ E / 42.3556839507822°N,1.441420802182°E   |           |                     | Modifica les dades a Wikidata |
|        | Polígon industrial de Lleteries     | la Seu d'Urgell | polígon industrial |         | 42° 21′ 51″ N, 1° 27′ 04″ E / 42.3642721526632°N,1.45114213229326°E |           |                     | Modifica les dades a Wikidata |

## pont
| imatge | Nom                   | Ubicat a        | instància de | Detalls                                                    | coordenades                                                   | Protecció                                  | Commons (més fotos)   | Dades a WD                    |
| ------ | --------------------- | --------------- | ------------ | ---------------------------------------------------------- | ------------------------------------------------------------- | ------------------------------------------ | --------------------- | ----------------------------- |
|        | Pont de Boixadera     | la Seu d'Urgell | pont         | Estil: arquitectura del ferro Estat: enderrocat o destruït |                                                               | bé integrant del patrimoni cultural català |                       | Modifica les dades a Wikidata |
|        | Pont de Castellciutat | la Seu d'Urgell | pont         | Estil: arquitectura popular Travessa: Valira               | 42° 21′ 25″ N, 1° 26′ 55″ E / 42.357054°N,1.448631°E 690 msnm | bé integrant del patrimoni cultural català | Pont de Castellciutat | Modifica les dades a Wikidata |

## serra
| imatge | Nom             | Ubicat a                               | instància de | Detalls | coordenades                                                  | Protecció | Commons (més fotos) | Dades a WD                    |
| ------ | --------------- | -------------------------------------- | ------------ | ------- | ------------------------------------------------------------ | --------- | ------------------- | ----------------------------- |
|        | Cantacorbs      | la Seu d'Urgell Alàs i Cerc            | serra        |         | 42° 19′ 41″ N, 1° 27′ 51″ E / 42.3281°N,1.46422°E 951.5 msnm |           |                     | Modifica les dades a Wikidata |
|        | Serrat Roi      | la Seu d'Urgell Montferrer i Castellbò | serra        |         | 42° 22′ 36″ N, 1° 25′ 55″ E / 42.3768°N,1.43198°E 991.5 msnm |           |                     | Modifica les dades a Wikidata |
|        | serrat del Molí | Montferrer i Castellbò la Seu d'Urgell | serra        |         | 42° 21′ 05″ N, 1° 25′ 54″ E / 42.3514°N,1.43179°E 775.9 msnm |           |                     | Modifica les dades a Wikidata |

## Misc
| imatge | Nom                                | Ubicat a                                                       | instància de                           | Detalls                                                                                     | coordenades | Protecció                                            | Commons (més fotos)                    | Dades a WD                    |
| ------ | ---------------------------------- | -------------------------------------------------------------- | -------------------------------------- | ------------------------------------------------------------------------------------------- | --- | ---------------------------------------------------- | -------------------------------------- | ----------------------------- |
|        | Castell de Ciutat                  | la Seu d'Urgell                                                | castell                                | 12nd century                                                                                | 42° 21′ 28″ N, 1° 26′ 44″ E / 42.35768611°N,1.44555833°E 748 msnm                                                          |                                                      | Castell de Ciutat                      | Modifica les dades a Wikidata |
|        | Claustre de Racionero              | la Seu d'Urgell                                                | claustre                               | Estil: arquitectura popular                                                                 | 42° 21′ 33″ N, 1° 27′ 10″ E / 42.35921°N,1.45286°E                                                                         | bé integrant del patrimoni cultural català           | Claustre de Racionero                  | Modifica les dades a Wikidata |
|        | Granges de la Borda Rectora        | la Seu d'Urgell                                                | granja                                 |                                                                                             | 42° 21′ 50″ N, 1° 26′ 15″ E / 42.3638605770914°N,1.43740553641861°E                                                        |                                                      |                                        | Modifica les dades a Wikidata |
|        | Horta del Valira                   | la Seu d'Urgell                                                | barri                                  |                                                                                             | 42° 21′ 10″ N, 1° 27′ 01″ E / 42.35268056°N,1.450375°E                                                                     |                                                      |                                        | Modifica les dades a Wikidata |
|        | Institut Joan Brudieu              | la Seu d'Urgell                                                | institut de Catalunya edifici escolar  | Anomenat per: Joan Brudieu                                                                  | 42° 21′ 10″ N, 1° 27′ 27″ E / 42.35275°N,1.457472°E ca:c. Dr. Iglesias Navarri, 27, 25700 La Seu d'Urgell                  | bé integrant del patrimoni cultural català           | Institut Joan Brudieu                  | Modifica les dades a Wikidata |
|        | Mare de Déu d'Urgell               | la Seu d'Urgell                                                | advocació de la Mare de Déu            |                                                                                             | catedral de Santa Maria d'Urgell                                                                                           |                                                      |                                        | Modifica les dades a Wikidata |
|        | Museu Diocesà d'Urgell             | la Seu d'Urgell                                                | museu diocesà                          | 1957-08-07                                                                                  | 42° 21′ 26″ N, 1° 27′ 43″ E / 42.35722222222222°N,1.4619444444444445°E                                                     |                                                      | Museu Diocesà d'Urgell                 | Modifica les dades a Wikidata |
|        | N-145                              | la Seu d'Urgell les Valls de Valira Anserall la Farga de Moles | carretera nacional d'Espanya carretera | Llarg: 9.7km                                                                                | 42° 23′ 38″ N, 1° 27′ 40″ E / 42.393817°N,1.46124°E                                                                        |                                                      |                                        | Modifica les dades a Wikidata |
|        | Palau Episcopal de la Seu d'Urgell | la Seu d'Urgell                                                | palau episcopal                        | Estil: arquitectura gòtica gòtic tardà                                                      | 42° 21′ 24″ N, 1° 27′ 44″ E / 42.3567°N,1.46229°E                                                                          | bé cultural d'interès local                          | Palau Episcopal de la Seu d'Urgell     | Modifica les dades a Wikidata |
|        | Parc Olímpic del Segre             | la Seu d'Urgell                                                | canal d'aigües braves                  |                                                                                             | 42° 21′ 18″ N, 1° 27′ 48″ E / 42.355033°N,1.463278°E                                                                       |                                                      | Parc Olímpic del Segre                 | Modifica les dades a Wikidata |
|        | Retaule de la Pietat               | la Seu d'Urgell                                                | retaule                                | Creador: Jeroni Xanxo Estil: Renaixement                                                    | la Seu d'Urgell |                                                      | Retaule de la Pietat (la Seu d'Urgell) | Modifica les dades a Wikidata |
|        | Segre                              | Catalunya Pirineus Orientals                                   | riu curs d'aigua riu aurífer           | Desemboca: Ebre Llarg: 265km Conca: 22400km²                                                | 42° 24′ 09″ N, 2° 06′ 30″ E / 42.4025°N,2.1084°E 41° 21′ 48″ N, 0° 18′ 16″ E / 41.3633°N,0.3044°E                          |                                                      | Segre River                            | Modifica les dades a Wikidata |
|        | Torre de Solsona                   | la Seu d'Urgell                                                | torre de defensa                       | Estil: arquitectura romànica                                                                | 42° 21′ 41″ N, 1° 26′ 59″ E / 42.3614°N,1.44972°E ca:Al marge dret de la Valira 755 msnm                                   | bé d'interès cultural bé cultural d'interès nacional | Torre de Solsona                       | Modifica les dades a Wikidata |
|        | Valira                             | Andorra Alt Urgell                                             | curs d'aigua                           | Desemboca: Segre Llarg: 44km Conca: 591.6km²                                                | 42° 23′ 14″ N, 1° 27′ 35″ E / 42.387222222222°N,1.4597222222222°E 42° 20′ 45″ N, 1° 26′ 33″ E / 42.345833333333°N,1.4425°E |                                                      | Valira (river)                         | Modifica les dades a Wikidata |
|        | catedral de Santa Maria d'Urgell   | la Seu d'Urgell                                                | catedral catòlica basílica menor       | Arquitecte: Ramon Llambard Estil: arquitectura romànica 12nd century Dedicat a: Verge Maria | 42° 21′ 28″ N, 1° 27′ 43″ E / 42.357851°N,1.461917°E                                                                       | bé d'interès cultural bé cultural d'interès nacional | Cathedral of la Seu d'Urgell           | Modifica les dades a Wikidata |
|        | centre històric de la Seu d'Urgell | la Seu d'Urgell                                                | centre històric                        |                                                                                             | 42° 21′ 25″ N, 1° 27′ 41″ E / 42.357025°N,1.46141667°E                                                                     |                                                      |                                        | Modifica les dades a Wikidata |
|        | el Molí                            | la Seu d'Urgell                                                | molí d'aigua                           |                                                                                             | 42° 21′ 14″ N, 1° 27′ 40″ E / 42.3539968190892°N,1.46119298591578°E                                                        |                                                      |                                        | Modifica les dades a Wikidata |
|        | font del carrer Capdevila          | la Seu d'Urgell                                                | font                                   |                                                                                             | 42° 21′ 32″ N, 1° 27′ 36″ E / 42.358894°N,1.459873°E                                                                       | bé cultural d'interès local                          |                                        | Modifica les dades a Wikidata |
|        | les Torres                         | la Seu d'Urgell                                                | nucli de població                      |                                                                                             | 42° 21′ 09″ N, 1° 28′ 10″ E / 42.352556°N,1.469527°E                                                                       |                                                      | Les Torres (la Seu d'Urgell)           | Modifica les dades a Wikidata |